# Evolved Packet System
Evolved Packet System (EPS) bezeichnet die Architektur des LTE-Mobilfunkstandards. Es umfasst das englisch Evolved Packet Core, abgekürzt EPC, die Funknetzwerke E-UTRAN, die Mobiltelefone der Endteilnehmer (UE) und die Telekommunikationsdienste. EPS basiert vollständig auf der Paketvermittlung und unterscheidet sich dadurch grundlegend von den älteren UMTS- und GSM-Technologien, die noch Leitungsvermittlung nutzen. Dennoch ist LTE zu diesen kompatibel und kann parallel betrieben werden.

## Kernnetz: Evolved Packet Core

LTE Evolved Packet Core (EPC)
SGW: Serving Gateway
PGW: PDN (Packet Data Network) Gateway
HSS: Home Subscriber Server
ANDSF: Access Network Discovery and Selection Function
ePDG: Evolved Packet Data Gateway
UE: User Equipment
eNodeB: evolved Node B

Als Evolved Packet Core (EPC) wird die Architektur des Kernnetzes von LTE bezeichnet. Sie ermöglicht den Betrieb und die Koordination verschiedener Funknetzwerke und gewährleistet so Mobilität, Handover und Roaming zwischen den Teilnehmern.

### Aufbau und Komponenten
Das EPC ist im Verhältnis zu den älteren UMTS- und GSM-Netzen durch eine flache Hierarchie gekennzeichnet. Daraus resultieren kurze Übertragungszeiten von maximal 5 Millisekunden (ms) im Kernnetz sowie 20 Millisekunden für die gesamte Strecke. Die durch das Kernnetz realisierte Paketvermittlung zwischen zwei Funknetzen mussten lediglich über das sogenannte Service-Architecture-Evolution (SAE)-Gateway geleitet werden.

#### SAE-Gateway
Ein SAE-Gateway besteht aus jeweils einem Serving Gateway (S-GW) und einem Packet Data Network (PDN)-Gateway, die voneinander logisch getrennt sind. Beide sind durch eine offene Schnittstelle miteinander verbunden, so dass sie auch physisch getrennt werden können. Das Serving Gateway übernimmt dabei die Rolle eines Routers und leitet die Pakete von einem Netzwerk zum nächsten. Das PDN-Gateway bildet die Schnittstelle zum Datennetzwerk. Es verwaltet die Kommunikation bei Verbindungen des Endteilnehmers zu mehreren Netzwerken und vergibt die IP-Adressen.
Jedes Serving Gateway ist für ein bestimmtes Gebiet verantwortlich und routet sämtliche Paket-Verbindungen im Einflussbereich. Die räumliche Ausdehnung eines Gebietes hängt dabei von der erwarteten Maximalkapazität ab.
Für eine Datenverbindung mit einem Endgerät muss sich das Gerät im Connected Mode befinden, also in der Lage sein, Kommunikationsverbindungen aufzubauen. Da dieser Modus sehr energieintensiv ist und somit die Akkulaufzeit stark verkürzt, befinden sich Mobiltelefone in der Regel im Idle Mode. Sofern das Gerät der Sender ist, schaltet es den Modus selber um. Bei eingehenden Verbindungen besteht für das S-GW hingegen keine direkte Möglichkeit, die Pakete zu senden, da der potentielle Empfänger nicht kontaktiert werden kann. Daher wird der Umweg über die Mobility Management Entity (MME) gegangen, der unter anderem die Funktion des „Paging“ zukommt und somit in der Lage ist, das Gerät zu aktivieren. Solange werden die Datenpakete im S-GW zwischengespeichert.
Im Falle eines Handovers, also dem Wechsel des Nutzers von einer Funkzelle zur nächsten, kann eine Umleitung des Gesprächs (bzw. der Datenverbindung) auf ein anderes Gateway nötig sein. Auch hier findet ein Abgleich mit der Mobility Management Entity statt.
Das PDN-Gateway (P-GW / PGW) ermöglicht externen Datenpaketen den Zugang zum Mobilfunknetzwerk. Es dient dabei als Tor für Dienste, die ursprünglich nicht für den Mobilfunk eingesetzt wurden (z. B. Webserver). Es vergibt zu diesem Zweck IP-Adressen an die Endgeräte.
Daneben kontrolliert es die Einhaltung technischer Richtlinien während der Kommunikation, bereitet Vergebührungsinformationen bei eventuell durch den externen Dienst anfallenden Kosten und überprüft bzw. filtert die Datenpakete.
Das P-GW stellt darüber hinaus auch eine Schnittstelle bereit, die es der staatlichen Gewalt ermöglicht Datenströme anzuzapfen oder abzuhören.

#### Policy und Charging Rules Function
Die Policy und Charging Rules Function (PCRF) steuert als Intelligenz im Mobilfunkdatennetz die verschiedenen Komponenten, wie GGSN/P-GW. Es ist ein reines Signalisierungssystem, das keinen user plan traffic führt. Eine maßgeblich Funktion der PCRF ist die
- Erlaubniskontrolle für die Nutzung von Mobilfunkdatennetzressource, z. B. Internet-Zugriff erlaubt oder nicht
- Steuerung der Netzressource, z. B. Internet-Zugriff erlaubt mit 2 Mbit/s oder 150 Mbit/s
- Konfiguration des GGSN/P-GW bzgl. der Vergebührung von Netzressourcen (zeit- oder volumenbasiert)

Im PCRF sind Netz-Provider spezifische Regeln gespeichert, die aus verschiedenen Eingangskriterien Regeln definieren, deren Ausgangswert die Datennutzung steuert
- Datenverbindungsinformation, z. B. genutzter APN, Land, Endgerät etc.
- Kundeninformation, z. B. gebuchter Tarif

#### Home Subscriber Server
Der Home Subscriber Server (HSS) ist die Datenbank, in der Benutzer- und Abonnementinformationen gespeichert werden, die für die Behandlung der Anrufe benötigt werden. Dazu gehören zum Beispiel die Identifikation oder die Zugangsautorisierung der Nutzer. Er ist mit der Mobility Management Entity verbunden.

## Funknetz: Evolved UTRAN
Die einzelnen Funknetze werden in der LTE-Architektur evolved UTRAN (eUTRAN) bezeichnet. Der Name ist eine Ableitung aus der UMTS-Architektur, in der die Funknetze UMTS Terrestrial Radio Access Network (UTRAN) heißen. Analog werden die Basisstationen eNodeB genannt, in Anlehnung zur Bezeichnung NodeB aus dem UMTS-Netz.
Eine eNodeB-Basisstation gilt als komplexeste Baugruppe des EPS und setzt sich aus den Antennen, einem Radiomodul und einem Digitalmodul zusammen.
Wie oben beschrieben handelt es sich bei LTE um ein rein paketvermittelndes, sprich digitales, Netz. Aus diesem Grund dient auch das Digitalmodul als Schnittstelle zum Kernnetz. Dieses übernimmt die eigentliche Signalverarbeitung.
Das Radiomodul hingegen ist für die Umsetzung des digitalen Signals auf die Luftschnittstelle verantwortlich, wandelt das Signal also in Funkwellen um. Umgekehrt werden auch empfangene Funkwellen in digitale Signale umgewandelt. Das dazu verwendete Verfahren ist wie im gesamten Mobilfunk die Modulation. Aus Kostengründen sind Digital- und Radiomodul eng beieinander platziert und über optische Leiter verbunden.
Im Vergleich zur UMTS-Architektur wird insbesondere die Funktion des Radiomoduls deutlich erweitert. Während es im UTRAN im Wesentlichen ein reines Modem ist, so verfügt es nun über eigene logische Bauteile. Dadurch werden sämtliche Kommunikationsfunktionen des Zugangsnetzes direkt in die Basisstationen verlagert, die zuvor noch vom Radio Network Controller (RNC) erfüllt wurden. Der Wegfall des RNC bewirkt einen Teil der geforderten Verkürzung der Übertragungszeiten im System. Insbesondere können die Basisstationen nun direkt miteinander kommunizieren und organisieren das Mobilitätsmanagement innerhalb eines Zugangsnetzes selbst. Weitere integrierte Funktionen sind zum Beispiel die Aufteilung der Ressourcen zwischen den Teilnehmern (User Management) oder die Reduktion der eigenen Sendeleistung bei Tätigkeiten der Nachbarstationen (Interferenzmanagement).